# Chytra

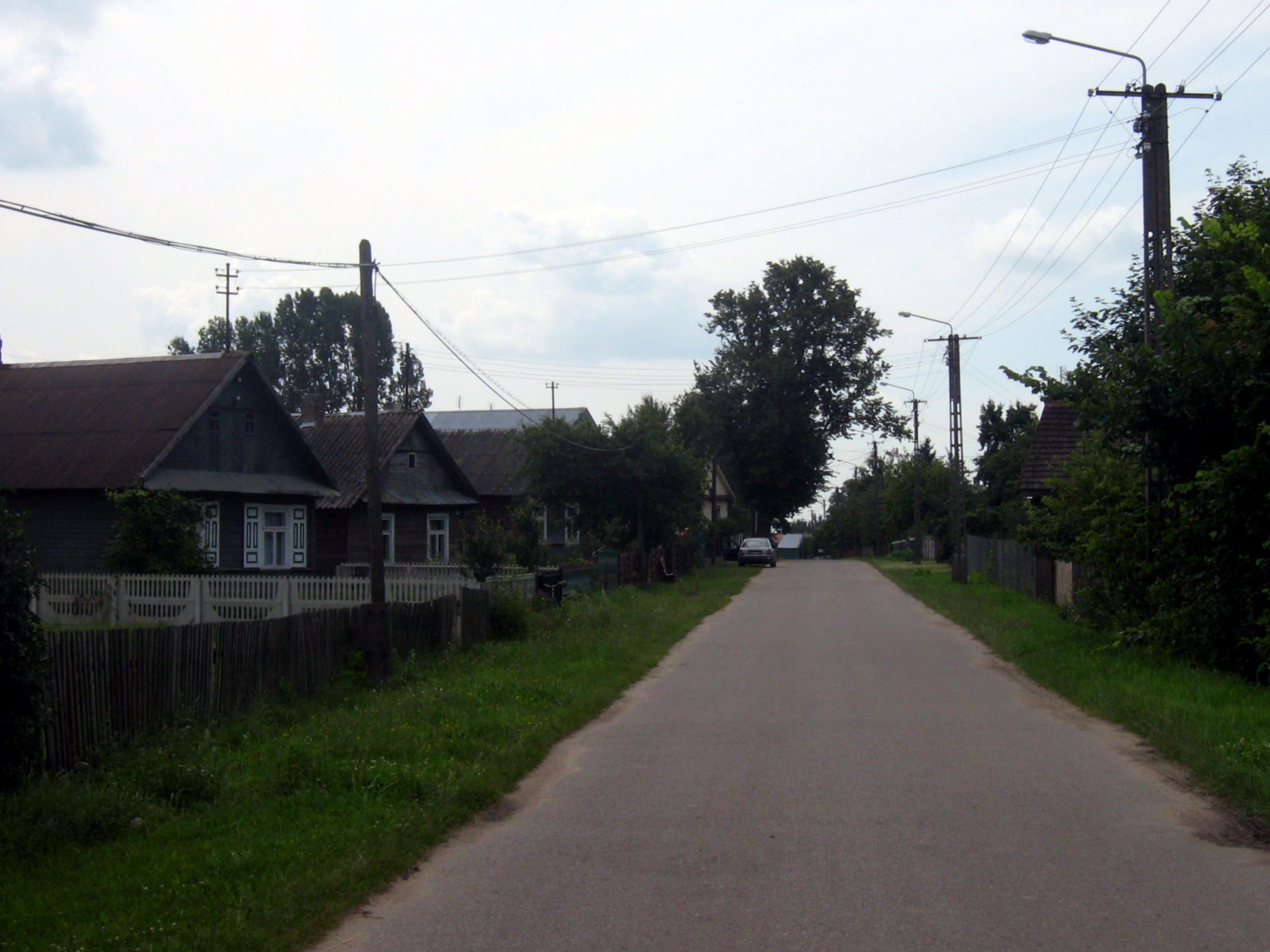
Droga przez wieś

Chytra (gwarowe: Chítra) – wieś w Polsce położona w województwie podlaskim, w powiecie hajnowskim, w gminie Hajnówka.
Wieś królewska w leśnictwie bielskim w ziemi bielskiej województwa podlaskiego w 1795 roku. W latach 1975–1998 miejscowość administracyjnie należała do województwa białostockiego.

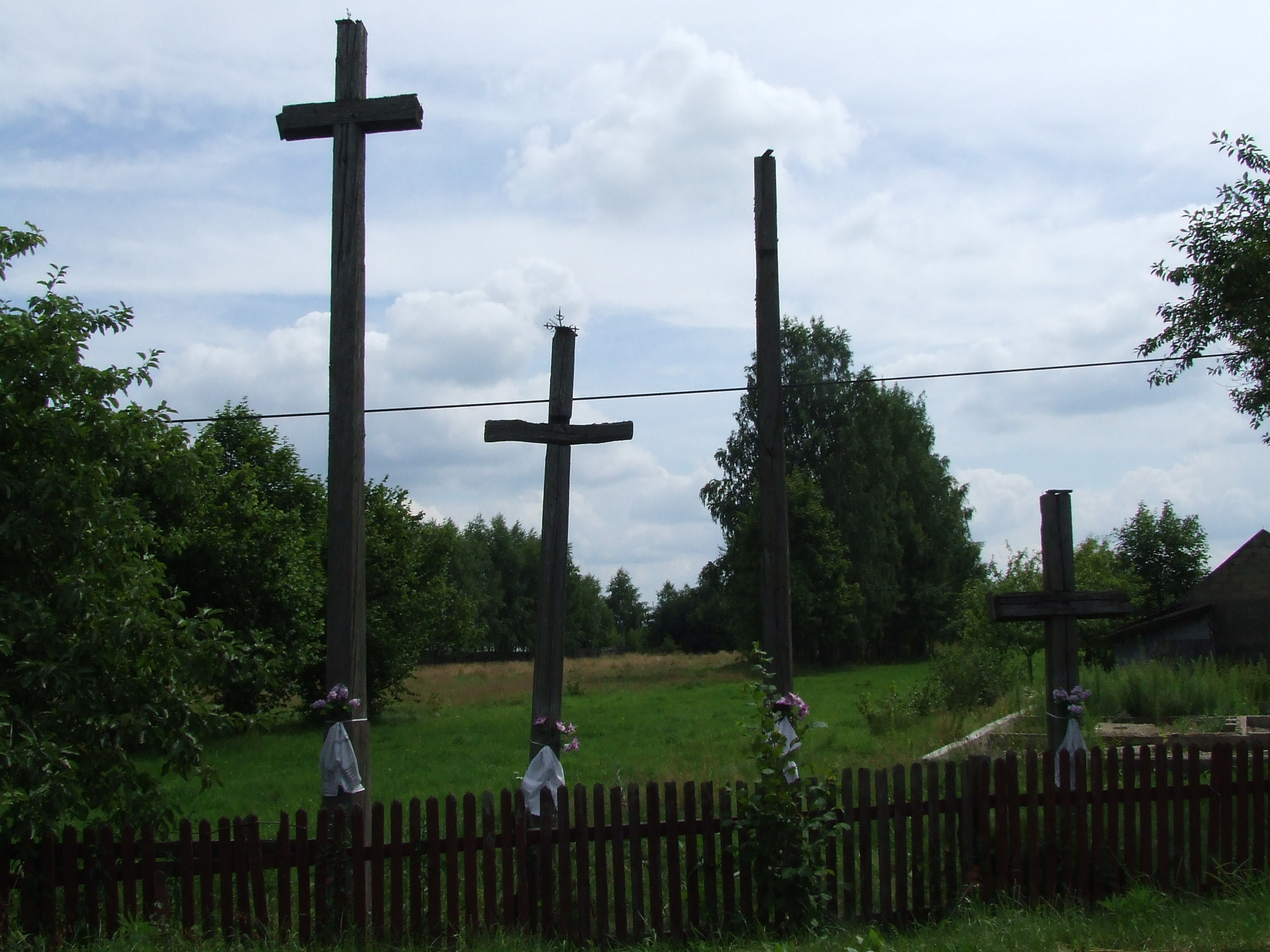
Krzyże przydrożne w Chytrej

Według stanu z 31 grudnia 2012 mieszkało tu 98 stałych mieszkańców.
Prawosławni mieszkańcy wsi należą do parafii Wniebowstąpienia Pańskiego w Nowoberezowie, a wierni kościoła rzymskokatolickiego do parafii Podwyższenia Krzyża Świętego i św. Stanisława, Biskupa i Męczennika w Hajnówce.
W miejscowości jest przystanek kolejowy Chytra.